# Коджаали
Коджаали (тур. Kocaali) — город и район в турецком иле Сакарья. Расположен на побережье Чёрного моря, в 16 км к востоку от Карасу, к западу от устья реки Бююкмелен (Бююк-Мелен), впадающей в Чёрное море, и города Акчакоджа, к северу от горы Фындыклытепе (Fındıklıtepede, 990 м) и города Хендека, в 70 км от Адапазары, административного центра ила Сакарья.
Название Коджаали получил от мужчины по имени Али, который помогал бороться с болезнями во время миграции.
До 1954 года Коджаали относился к району Карасу. В 1954 году создана волость (буджак, bucak). В 1956 году была создана муниципальная организация. В 1987 году создан район Коджаали.
Площадь района — 315 км². Коджаали — самый крупный район по производству фундука в иле Сакарья.
8 апреля 2007 года, при участии премьер-министра Реджепа Тайипа Эрдогана было официально открыто шоссе D 010 по побережью Чёрного моря, соединившее Коджаали с Карасу и Акчакоджа.
На побережье Чёрного моря в районе Коджаали расположен песчаный пляж длиной 14 км и шириной 500 метров, являющийся центром туризма. Река Мелен является важным центром рафтинга.
Река Мелен является источником питьевой воды для Стамбула. 20 октября 2007 года был завершён первый этап проекта «Бююк-Мелен», решение о реализации которого было принято 15 августа 1990 года. Были введёны в эксплуатацию: водосборная плотина, насосная станция, водохранилище объёмом 26 тыс. м³, участок водопровода длиной 105 км до водохранилища Омерли на реке Рива. Общая протяжённость водопровода составит 189 км. 2 мая 2009 года состоялось официальное открытие водного тоннеля под проливом Босфор на глубине 140 м длиной 3,5 км, построенного при участии России. Второй этап был сдан в эксплуатацию 12 декабря 2012 года. Строится плотина на реке Мелен. После завершения её строительства будет создано водохранилище объёмом 694 млн м³ для производства электроэнергии и водоснабжения Стамбула. С открытием плотины будут обеспечены потребности Стамбула в объёме 1077 млн м³ воды в год, что соответствует 75 % потребностей Стамбула.